# آلن کامرون
آلن کامرون (انگلیسی: Alan Cameron; ۳۱ ژوئیهٔ ۲۰۱۷ (۷۹ سال)) مورخ و عضو آکادمی بریتانیا اهل بریتانیا بود.
وی همچنین برندهٔ جوایزی همچون عضو آکادمی بریتانیا و کمک‌هزینه گوگنهایم شده‌است.